# CRV7

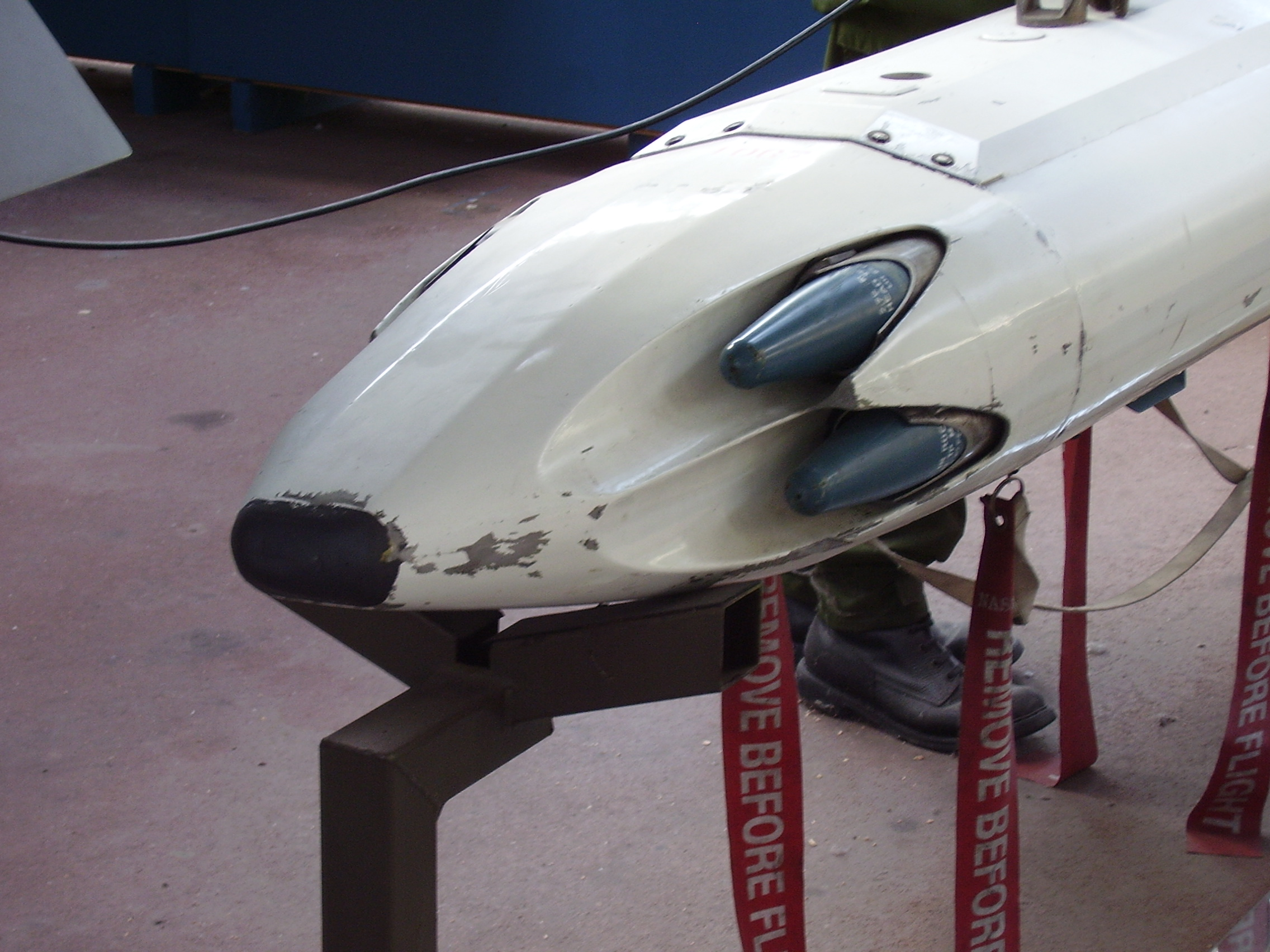
Un dispensador de minibombas SUU-5003 adaptado para disparar cuatro cohetes CRV7. Los cuatro tubos de los cohetes son visibles, mientras que fijaciones para seis bombas de práctica están localizadas en la parte inferior. Con esta configuración los pilotos pueden entrenar con bombas y cohetes en una sola misión.

El CRV7 es un cohete para ataque a superficie de aletas plegables de 70 mm (2,75 pulgadas) producido por Bristol Aerospace en Winnipeg, Manitoba. Cuando fue introducido por primera vez a principios de la década de los años 1970, era el cohete de 70 mm de mayor desempeño en el mundo, el primero con suficiente energía para penetrar los hangares de aviones estándares del Pacto de Varsovia. El CRV7 se ha convertido en el estándar de-facto de las fuerzas occidentales, al menos fuera de Estados Unidos.

## Desarrollo
El CRV7 (Canadian Rocket Vehicle 7) (en castellano: Vehículo Cohete Canadiense 7) fue una consecuencia de la investigación, de finales de la década de los años 1950 del CARDE, de cohetes de combustible sólido de alto desempeño, llevada a cabo como parte de un programa general que estudiaba los misiles antibalísticos. Con la asistencia de Aerojet, CARDE y Bristol desarrollaron el Vehículo de Pruebas de Propulsión para probar nuevos diseños de combustibles y motores. Este programa llevó al desarrollo del cohete sonda Black Brant, que voló por primera vez en 1965 y que ha tenido una larga y exitosa carrera desde entonces.
A principios de los 70, CARDE y Bristol decidieron usar el mismo diseño de propelente y motor para un nuevo cohete de 70 mm (2,75 pulgadas) para equipar a los CF-104 Starfighter. El motor resultante RLU-5001/B (C-14) fue entregado por Bristol por primera en su forma final de producción en 1973.
El CRV7 tiene una potencia de impulso total de 10,3 kNs (2.320 lbfs) y un tiempo de combustión de 2,2 segundos. El peso vacío del cohete es de 6,6 kg e inicialmente estaba equipado con una cabeza de guerra de alto explosivo de un peso de 4,5 kg (10 libras) obtenida de cohetes de estadounidenses.
Comparado al cohete Mk 40 Mighty Mouse que el CRV7 reemplazaba, el combustible de mayor energía y el fuselaje de diseño más nuevo hicieron que tuviera una trayectoria más larga y plana, con el doble de energía en el impacto. Su alcance efectivo máximo es de más de 4.000 m, permitiendo el lanzamiento de una distancia más allá del alcance efectivo de las armas antiaéreas de corto alcance. En comparación el Super Ratón o el Hydra 70 requieren que el lanzamiento se haga a distancias mucho más cortas, colocando al lanzador dentro del alcance de defensa antiaérea.
Los cohetes normalmente son estabilizados por giro, de la misma forma que la bala de un fusil. El giro es impartido por pequeñas aletas en la parte trasera del cuerpo del cohete que se despliegan cuando el cohete abandona su tubo de lanzamiento. Las aletas toman un corto tiempo en desplegarse, y existe una demora en que esta logren que el cohete comience a girar. Durante este período los cohetes pueden desviarse significativamente del punto al cual se dispararon inicialmente. El CRV7 resolvió este problema agregando pequeñas aletas en el escape del cohete para que este comience a girar incluso antes de que abandone el tubo de lanzamiento, incrementando de esa forma la precisión. Una salva de CRV7 impactará el área del blanco en un tercio del área de dispersión cuando se compara con los diseños más antiguos.
Originalmente se decía que el arma tenía una dispersión de 4 miliradianes, pero pruebas con el CF-18 Hornet demostraron que era incluso más baja, con una precisión de 3 miliradianes. Esto es considerablemente mejor que el cañón automático M61 Vulcan, que está evaluado con 8 miliradianes y que el, considerablemente más grande y pesado, GAU-8 que tiene una evaluación de 5 milliradians.
El CRV7 recién había sido introducido en el servicio de la Fuerza Aérea Canadiense cuando fue usado en una competencia militar en Francia. Una parte de la competencia requería que los participantes impactaran una torre con cohetes inertes. El piloto canadiense dio en el blanco en su primer intento, pero habiendo utilizado la distancia de disparo como si hubieran sido los muchos menos poderoso Mk 40 el motor cohete aún estaba funcionando y con combustible. El motor se destrozó y destruyó la torre, como consecuencia el piloto fue descalificado ya que los jueces no creyeron que el cohete no estuviera inerte.

## Desarrollo del motor
El combustible con base de aluminio en el motor C-14 generaba una cantidad considerable de humo. Mientras esto no era problema para los aviones de alta velocidad que se podían alejar rápidamente de la nube de humo, no era adecuado para aparatos más lentos y helicópteros quienes no podrían alejarse de la nube con la rapidez suficiente. Este problema llevó al desarrollo del motor RLU-5002/B (C-15), que no incluía aluminio y producía considerablemente menos humo, con una potencia de impulso ligeramente menor (9,7 kN•s o 2.185 lbf•s). El C-15 original usaba una ignición montada en la cola que se eyectaba una vez que el cohete era encendido. En algunos casos el encendido podía impactar al avión, causando daños menores. Para resolver esto se introdujo el RLU-5002A/B (HEPI) con un "Head-End Permanent Igniter" (en castellano: Encendido Permanente Cabeza-Final) que no era eyectado en el lanzamiento.
Los motores C-17 y C-18 para su uso con cohetes para helicópteros ofrecen una potencia de impulso menor (8,5 kN•s o 1.905 lbf•s), pero casi no generan humo.

## Cabezas de guerra
La cabeza de guerra primaria para el CRV7 original era la ojiva estadounidense M151 High Explosive Point Detonating (HEPD) (en castellano: Alto Explosivo Detonación Instantánea), con contenido de alto explosivo de 4,5 kg (10 libras). Como los cohetes de 2,75 pulgadas estadounidenses, el CRV7 podía ser equipado con las cabezas de guerra M156 Humo o M257/278 Iluminación. Bristol también introdujo su propio cohete de práctica WTU-5001/B que consistía en una barra de acero suave con extremo plano de 3,6 kg (8 libras) forrado con un carenado de nylon, y más tarde introdujo una versión similar con una barra de acero endurecido designada WTU-5001A/B. Estos proyectiles igualan el comportamiento balístico del M151 para propósitos de entrenamiento, y fueron ampliamente utilizados durante el desarrollo y la introducción del arma al servicio de las fuerzas armadas canadienses.
A continuación Bristol introdujo el proyectil de 7,3 kg (16 libras) WDU-50001/B "Anti-Bunkerette", una cabeza de guerra semi-blindada perforante alto explosivo incendiaria (del inglés: semi-armor piercing high explosive incendiary, SAPHEI/HEISAP) diseñada específicamente para su uso contra edificios de concreto armado, específicamente refugios reforzados para aviones. Su revestimiento de acero pesado le permite penetrar la muralla del hangar antes de que su cabeza de guerra incendiaria de 75 gramos sea explosada. El proyectil puede penetrar 4 m (13 pies) de tierra, 90 cm (3 pies) de concreto y 2,54 cm (1 pulgada) de acero puestas en serie.
La energía cinética del CRV7 era tan alta que el personal que hacía las pruebas, fueron sorprendidos al encontrar que los proyectiles de práctica (equipados con una barra penetradora de acero sólido de 20 cm) estaban perforando el blindaje de los viejos tanques Centurion que se estaban usando como blancos. Esto resultó en el desarrollo de una cabeza de guerra especial antitanque que reemplazó la barra de acero de la cabeza de guerra de práctica por una de tungsteno. Esta nueva cabeza de guerra antitanque podía penetrar el blindaje del tanque principal de batalla T-72 desde cualquier ángulo de ataque. Estudios adicionales llevaron al desarrollo de la cabeza de guerra WDU-5002/B FAT, Flechette Anti-Tank (en castellano: Antitanque Flechette) que contenía cinco flechette de acero reforzado con tungsteno que pueden penetrar el blindaje lateral y superior de un T-72 a una distancia de 10 000 pies (3048,0 m). También se encontró que es una cabeza de guerra útil para su uso contra vehículos blindados ligeros y medianos. Desarrollos posteriores llevaron al WDU-500X/B "General Purpose Flechette" (en castellano: Flechette Propósito General) para su contra personal, algunos blindados ligeros, vehículos no protegidos y helicópteros, esta cabeza de guerra está equipado con 80 flechettes de tungsteno que pueden penetrar 3,8 cm de blindaje endurecido laminado.
Bristol también comercializa el RA-79 de Raufoss Ammunisjonsfabrikker, un proyectil perforante semi-blindado diseñado para atacar buques.

## Versión guiada
En el año 2006 Bristol comenzó a probar una nueva versión del CRV7, designada CRV7-PG. El arma fue presentada en la Eurosatory del año 2006. Los actuales propietarios de Bristol, Magellan Aerospace, lo comenzaron a ofrecer a la venta en el año 2007.
La versión PG, por "precision guided" (en castellano, guía de precisión), agrega un buscador desarrollado por Kongsberg Defence & Aerospace al frente de cualquier versión de un CRV7 sin modificación. El buscador usa un simple sistema de navegación inercial durante el curso medio del vuelo, y se dirige durante la fase terminal usando un designador láser. Existen otras versiones de buscadores antirradiación, o guía GPS. Combinando el buscador láser con una cabeza de guerra FAT se obtiene un misil antitanque que es más rápido y menos caro que opciones tales como el AGM-114 Hellfire.
Una versión del CRV7-PG también fue desarrollado para su uso por fuerzas especiales, esta se disparaba desde un tubo único montado en un vehículo 6 x 6. Estaba diseñada para ser disparada desde detrás de una cubierta a un punto designado por un equipo de control adelantado.